# La Prise de la forteresse de neige
La Prise de la forteresse de neige ou L'Assaut d'une ville de neige (en russe : Взятие снежного городка) est un tableau du peintre russe Vassili Sourikov (1848-1916), réalisé en 1891. Il fait partie des collections du Musée russe à Saint-Pétersbourg (classé à l'inventaire du musée sous le no Ж-4235). Les dimensions du tableau sont de 156 × 282 cm,,. Le tableau représente le moment culminant d'un jeu populaire ancien des populations cosaques de Sibérie, la prise d'une forteresse de neige. Selon la tradition, ce jeu est organisé le dernier jour de la fête de la Maslenitsa, et le peintre, qui a grandi à Krasnoïarsk, a eu de nombreuses occasions de le voir durant son enfance,. Sourikov travaille sur cette toile durant son séjour à Krasnoïarsk en 1889-1890, et il la termine après son retour à Moscou. Beaucoup de membres de sa famille et d'amis servent de modèles au peintre.
Le tableau La Prise du château de neige est présenté lors de la 19e exposition des Ambulants qui s'est ouverte à Saint-Pétersbourg en mars 1891,. En 1899, la toile est achetée au peintre pour le prix de 10 000 roubles par le collectionneur et mécène réputé Vladimir von Meck. En 1900, le tableau est exposé à l'Exposition universelle de 1900 à Paris, où il a obtenu des médailles,, et en 1908 quelques tableaux de la collection de Vladimir von Meck sont acquis pour la collection du Musée russe d'Alexandre III, parmi lesquels La Prise de la forteresse de neige (musée dénommé aujourd'hui Musée russe).
Le critique d'art Vladimir Stassov considère que cette œuvre de Sourikov « bien que loin de valoir son tableau Feodossia Morozova, appartient toutefois aux tableaux remarquables de la peinture russe ». Le peintre et critique Sergueï Golouchev (pseudo : Sergueï Glagol) considérait cette toile La Prise de la forteresse de neige comme « le point culminant du travail de Sourikov en tant que peintre ». Quant à Vladimir Kemenov, il la considérait comme une toile amusante et fougueuse. Pour lui, l'artiste a pleinement réussi à transmettre « l'engouement sincère des Sibériens pour ce jeu », ainsi qu'à présenter une image du peuple « au sein duquel bouillonnent de grandes forces de gaieté, de plaisir et d'héroïsme ».

## Histoire

### Évènements antérieurs et travaux sur la peinture
L'été 1887, après avoir terminé son tableau Feodossia Morozova, Vassili Sourikov, accompagné de son épouse Elisaveta Avgoustovna et de ses filles Olga et Éléna, est retourné dans son pays natal à Krasnoïarsk, où vivait sa mère Praskovia Fiodorovna et son frère Alexandre. Il y reste jusqu'à la fin de l'automne, réalisant de nombreux croquis de la vie urbaine et paysanne, et également un grand portrait de sa mère (qui se trouve aujourd'hui à la Galerie Tretiakov),. À la fin de son voyage, Sourikov envisage de créer une grande toile sur la Sibérie, mais ce projet de l'artiste est perturbé par la grave maladie de sa femme. Il semble que ce voyage en Sibérie ait eu un impact négatif sur la santé d'Elisaveta Avgoustovna, qui est décédée quelques mois après son retour à Moscou, le 8 avril 1888,,. Sourikov a survécu péniblement à la mort de sa femme ; dans une lettre du 20 avril 1888, il écrit à son frère : « Depuis le 1er février, Lisa est malade et je n'ai pas eu un moment de calme pour t'écrire un mot. <…> Je deviens fou, mon frère. Le 8 avril à deux heures et demi, le vendredi de la cinquième semaine du Grand Carême, elle n'était plus, ma colombe. <…> C'est vraiment dur pour moi Sacha, mon frère. <…> Ma vie est brisée ; ce qui arrivera, je ne parviens pas à me l'imaginer »,,.

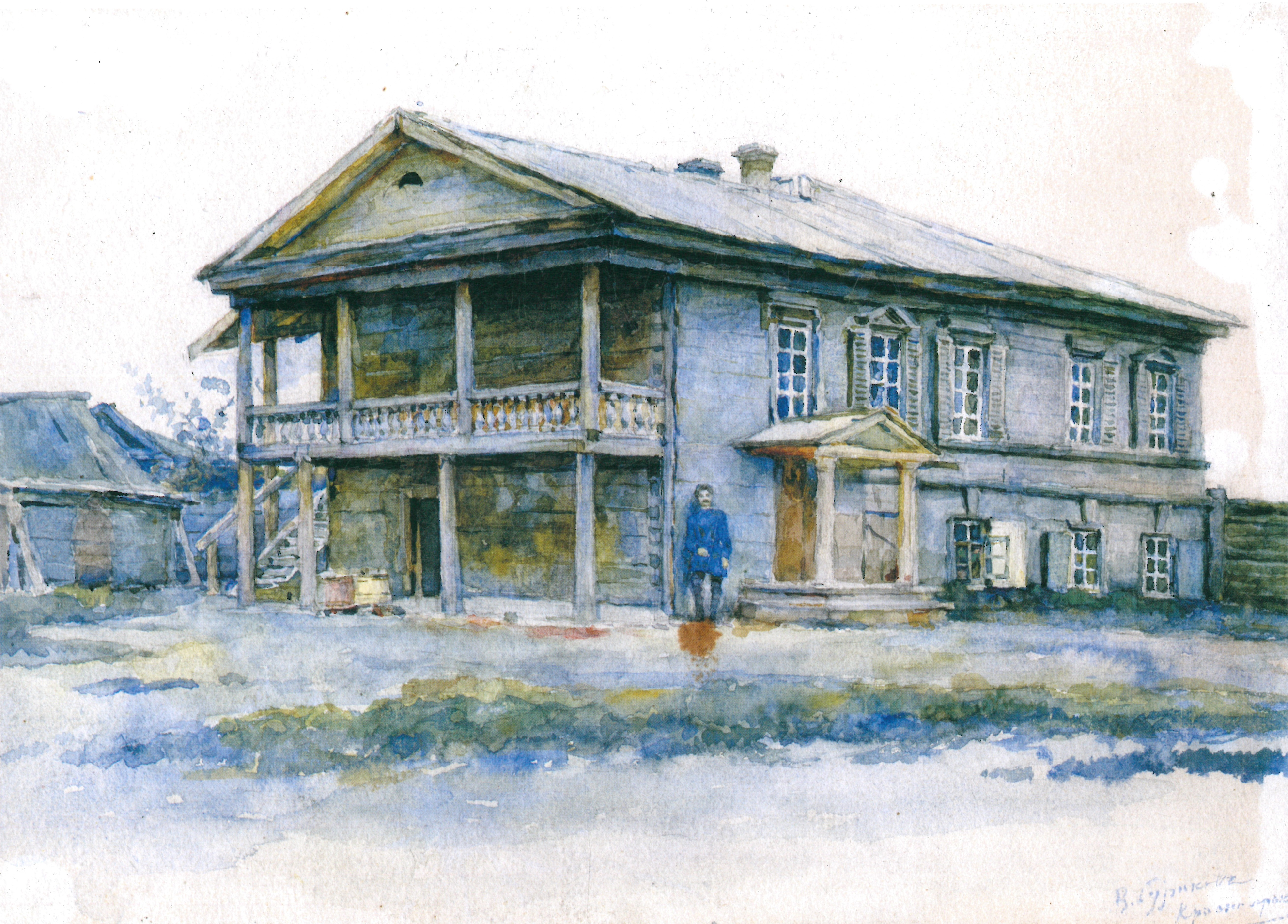
V. Sourikov. La maison des Sourikov à Krasnoïarsk (1890, Musée régional de Krasnoïarsk)

Pour changer d'atmosphère et sortir de son triste état d'âme à Moscou, en mai 1889, Vassili Sourikov revient avec ses filles à Krasnoïarsk, et cette fois y réside pendant un an et demi. Ses filles étudient au gymnasium, et son frère Alexandre essaye de toutes ses forces de divertir Vassili pour lui redonner de l'intérêt pour la vie et l'activité créatrice. Presque tous les jours, il se rendent dans la ville ou dans les environs de celle-ci dans des lieux qui sont familiers à Vassili depuis l'enfance,. La vie parmi ses proches, son cadre de vie habituel, ses promenades dans les campagnes et les impressions laissées par la nature sibérienne, tout cela contribue à lui faire retrouver la sérénité et la santé, à développer de nouvelles forces créatives. Sourikov revient vers ses pinceaux et réalise des portraits de ses proches et de ses connaissances, des maisons anciennes de Krasnoïarsk, des paysages montagneux et des vues sur l'Ienisseï, des scènes de vie des Sibériens. Selon les souvenirs de Sourikov lui-même, rapportés par le poète Maximilian Volochine, il « part en Sibérie », « il se secoue », « et perd de vue ses drames et passe à une grande joie de vivre »,,.

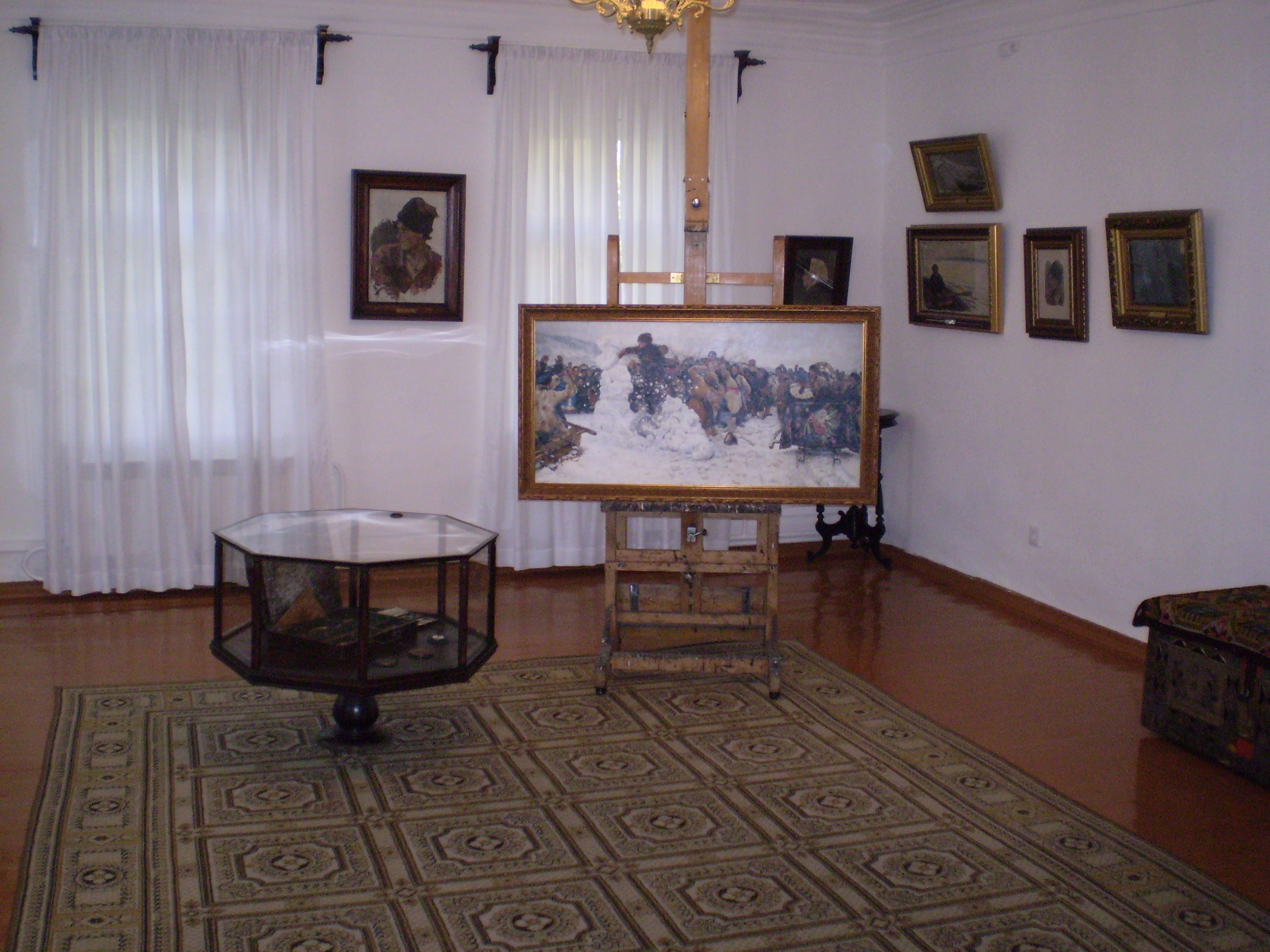
Atelier de l'artiste au Domaine-musée Vassili Sourikov à Krasnoïarsk

C'est à cette époque qu'est née l'idée de créer sa grande toile La Prise de la forteresse de neige dont le sujet est un ancien jeu populaire parmi les populations Cosaques de Sibérie. Le dernier jour de la Maslenitsa, de nombreux habitants de Krasnoïarsk passaient dans les villages environnants, où, avec de la neige et de la glace, étaient construites de petites villes munies de murs à créneaux, de canons à neige et de personnages. Les participants au jeu étaient divisés en deux groupes : les défenseurs et les attaquants de la petite ville de neige. Un cavalier à cheval devait percer les rangs des défenseurs, faire irruption par la porte dans la ville et faire tomber une barre de neige,. Dans le passé, les plus connues des prises de villes de ce type se déroulaient dans le village de Torgochino, mais à la fin des années 1880, début des années 1890, on ne trouvait plus ces petites forteresses de neige que dans les villages de Ladeïki et de Beriozovka. Les parents de Sourikov en ligne maternelle vivaient à Torgochino (sa mère s'appelait Praskova Fiodorovna (née Torgochino)),. Le peintre a raconté comment dans son enfance il a pu souvent observer cette fête populaire : « À Krasnoïarsk, de ce côté de l'Ienisséï, j'ai vu pour la première fois comment la petite ville était prise. Nous venions de chez les Torgochines. Il y a foule. La forteresse ville est enneigée. Et le cheval est passé devant moi, je m'en souviens. C'est vrai qu'il est dans mon tableau et y est resté »,.
Sourikov a travaillé à ce tableau à Krasnoïarsk. Selon ce qu'en écrit son frère Alexandre, « pour le travail sur cette toile, Vassia était déjà moins perturbé par la mort de sa femme ; en un mot, il était revenu à lui, il a commencé à rendre visite et ils ont fait ensemble de nouvelles connaissances »,. En 1890, pendant la fête de Maslenitsa, Vassili et Alexandre se rendent dans le village de Ladeïki (aussi dénommé Ladeïka ou Ladeïskoe), situé non loin de Krasnoïarsk. Sokourov demande à la jeunesse du village de construire une petite ville enneigée puis de mettre en scène la prise de celle-ci »,. Cela leur a coûté trois seaux de vodka, en tout 36 litres,. Sourikov a réalisé quelques croquis de la nature au crayon et à la peinture. Selon certains, la mise en scène de cette prise de la forteresse de neige a été réalisée dans la cour du Musée-domaine V. Sourikov à Krasnoïarsk, et y ont participé des Cosaques locaux,. Comme modèles pour le travail sur le tableau ont été utilisés le frère de Vassili, Alexandre, leur nièce Tatiana Domojilova, Ekaterina Ratchkovskaïa et de nombreuses autres connaissances.
Le travail sur le tableau, Sourikov l'a commencé dans la pièce la plus spacieuse de sa maison de Krasnoïarsk. Après quelques mois, à l'automne 1890, l'artiste est retourné de Krasnoïarsk à Moscou, emportant avec lui sa toile roulée sur un cylindre. Dans une lettre à sa mère Praskova Fiodorovna et à son frère Alexandre datée du début de l'année 1891, Vassili Sourikov écrit : « J'ai placé le tableau dans un encadrement doré. Il est très bien comme cela. Je l'ai terminé. Bientôt, début ou mi-février, je dois l'envoyer à l'exposition de Saint-Pétersbourg. Je ne sais pas quelle impression il produira. Moi-même, mon frère, je ne l'ai encore montré à personne »,.

### 19eexposition des Ambulants
Le tableau La Prise de la forteresse de neige (avec le sous-titre Ancien jeu cosaque à la Maslenitsa,) a été présenté lors de la 19e exposition des Ambulants,, qui s'est ouverte à Saint-Pétersbourg le 9 mars 1891 puis s'est déplacée à Moscou. Ensuite, la toile de Sourikov a encore été exposée à Kharkov, Kiev, Kropyvnytskyï, Odessa, Chisinau et Poltava,. Le tableau a suscité un intérêt particulier dans le public, notamment du fait que pour les deux expositions précédentes des Ambulants (17e et 18e) aucun tableau de Sourikov n'avaient été présentés. En outre les contemporains étaient surpris, perplexes du fait que ce nouveau tableau s'éloignait des « thèmes tragiques », auxquels ils étaient habitués avec les anciens tels que Le Matin de l'exécution des streltsy et Feodossia Morozova,.
Les commentaires sur La Prise de la forteresse de neige dans la presse périodique ont été en sens divers. Certains critiques ont souligné parmi les défauts du tableau « une composition malheureuse », « les tons sales », une toile bariolée et un choix de coloris peu attrayant. L'auteur de l'article du journal Les Nouvelles russes écrivait : « Le tableau de Sourikov est déplaisant et navrant. Il ne provoque rien d'autre que la perplexité ; il est difficile de comprendre comment l'artiste a pu placer une chose aussi insignifiante dans un cadre aussi grand ». Par ailleurs, certains critiques considéraient le tableau de Sourikov comme une « œuvre purement de caractère ethnographique ». Le publiciste Nikolaï Mikhaïlovski dans « Lettres sur diverses différences », publiées dans l'édition de Vedomosta russes du 26 mars 1892, observe que « c'est avec une certaine surprise que vous vous arrêtez devant une toile immense de Sourikov », en voyant que tout y est « lumineux, coloré, bruyant avec tous ses personnages », et vous vous demandez : « Comment est arrivée là cette bande de joyeux drilles qui éclatent de rire ? » Le critique Alexeï Souvorine, dans un article publié dans le journal Novoïé Vrémia du 15 mars 1891, félicite le peintre pour la gaieté et l'entrain exprimés dans ces physionomies typiquement russes, mais par contre critique la palette trop claire des couleurs : « Le bariolage serré des couleurs blesse l'œil. Comme celles du tapis qui est accroché au dos d'un traineau à droite du tableau et les différents figures qui se confondent avec lui dans un bariolage compact à plusieurs têtes, telle une hydre… ». Vladimir Stassov, dans son article La Prise de la forteresse de neige en Sibérie, publié en avril 1891 par la revue Le Messager du Nord, souligne l'originalité de cette toile et aussi son « orientalisme », qui vient notamment de ce que les « types physiques, les visages, les vêtements, le feutre dont sont faites les bottes, le cheval poilu et trapu, les couleurs, tout cela est attirant, bien oriental et donc différent de chez nous, mais tout de même russe à moitié »,.

### Évènements ultérieurs

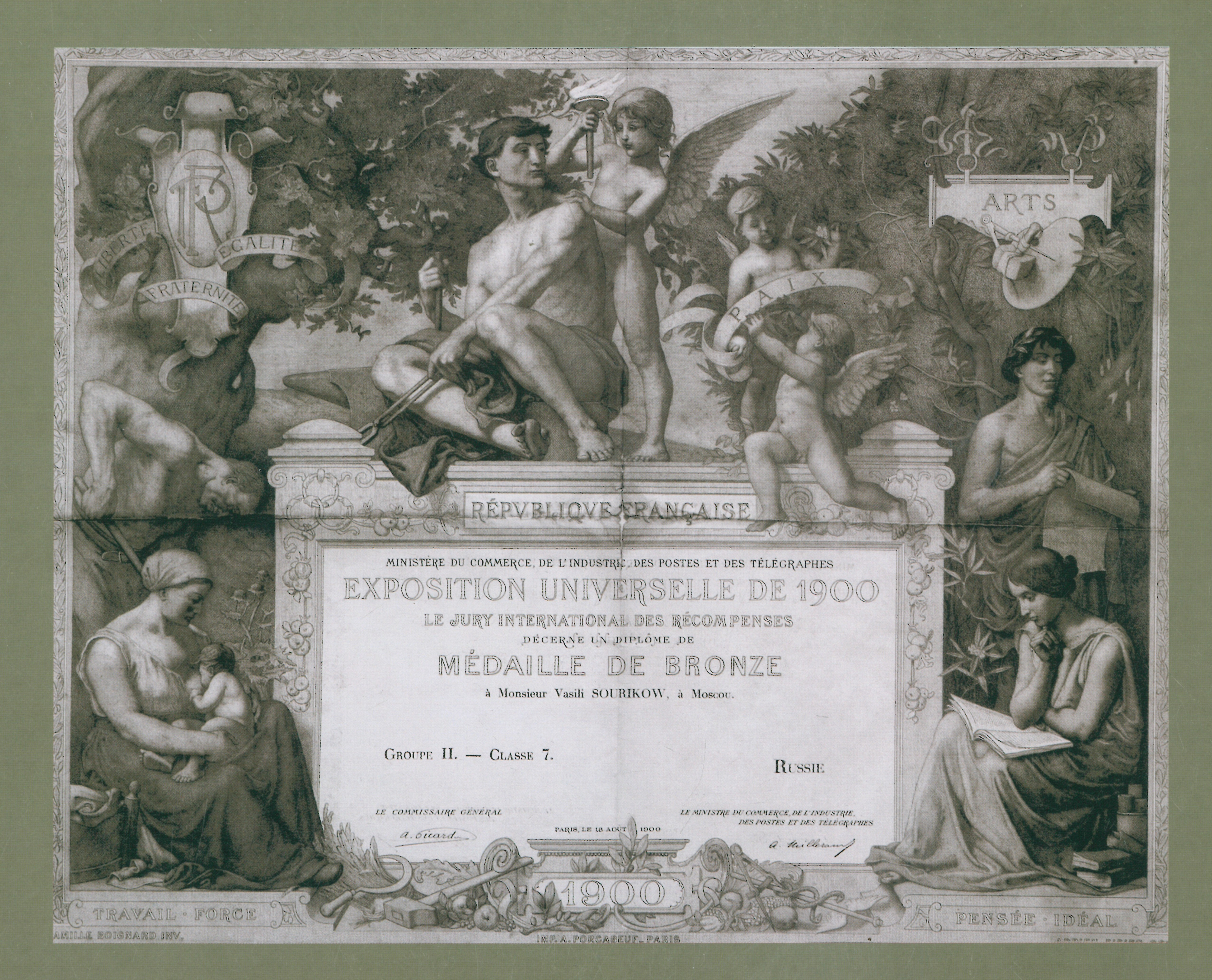
Diplôme de Sourikov pour la médaille de l'Exposition universelle de 1900 à Paris (Musée-domaine V. Sorikov)

En 1899, la toile La Prise de la forteresse de neige est achetée à Sourikov par le collectionneur et mécène réputé Vladimir von Meck pour la somme de 10 000 roubles. Dans une lettre à son frère Alexandre datée du 3 juin 1899, Vassili Sourikov lui écrit que le tableau a été vendu à von Meck au mois de mai, « il ne m'a payé qu'une partie, le reste viendra en septembre ». L'année 1900, le tableau est présenté au pavillon russe lors de l'Exposition universelle de 1900 à Paris, où elle vaut à son auteur la médaille de bronze (selon d'autres sources la médaille d'argent) . Dans le catalogue de l'exposition parisienne, la toile figure sous un nom traduit en français « L'Assaut d'une ville de neige » et c'était la seule œuvre de Sourikov présentée lors de l'exposition (sous le nom au catalogue écrit : Vasili Sourikow).
En 1908, plusieurs tableaux de la collection von Meck ont été acquis pour les collections de son musée, devenu plus tard le Musée russe, par l'empereur Alexandre III. Parmi ceux-ci se trouvaient, outre La Prise de la forteresse de neige, L'Automne doré. Slobodka d'Isaac Levitan, Venise de Mikhaïl Vroubel, La Sibérie d'Apollinaire Vasnetsov et Radonitsa d'Abram Arkhipov. Le critique d'art Dmitri Tolstoï, qui dans les années 1901-1918 était l'adjoint du directeur du musée russe, a joué un rôle important dans la transaction.
À l'époque de la Seconde Guerre mondiale, une partie des tableaux de la collection du Musée russe a dû être évacuée. La prise de la forteresse de neige était du nombre. En juin 1941, les pièces de collection du musée ont été préparées à l'évacuation et envoyées à la gare de Moscou de Saint-Pétersbourg pour être expédiées par convoi spécial et sous protection militaire à Nijni Novgorod (à l'époque appelée ville de Gorki), puis par la Volga et la Kama jusqu'à la ville de Perm (à l'époque appelée Molotov). Là ils sont placés dans la galerie d'art de l'oblast de Molotov (aujourd'hui appelée galerie nationale d'art de Perm, située dans la cathédrale de la Transfiguration de Perm (ru)). Après la fin de la guerre, les collections sont renvoyées au Musée russe dans de grandes caisses qui sont arrivées en avril 1946. En 1959, la toile a été restaurée sous la direction du principal restaurateur du Musée russe Anani Brindarov,,.

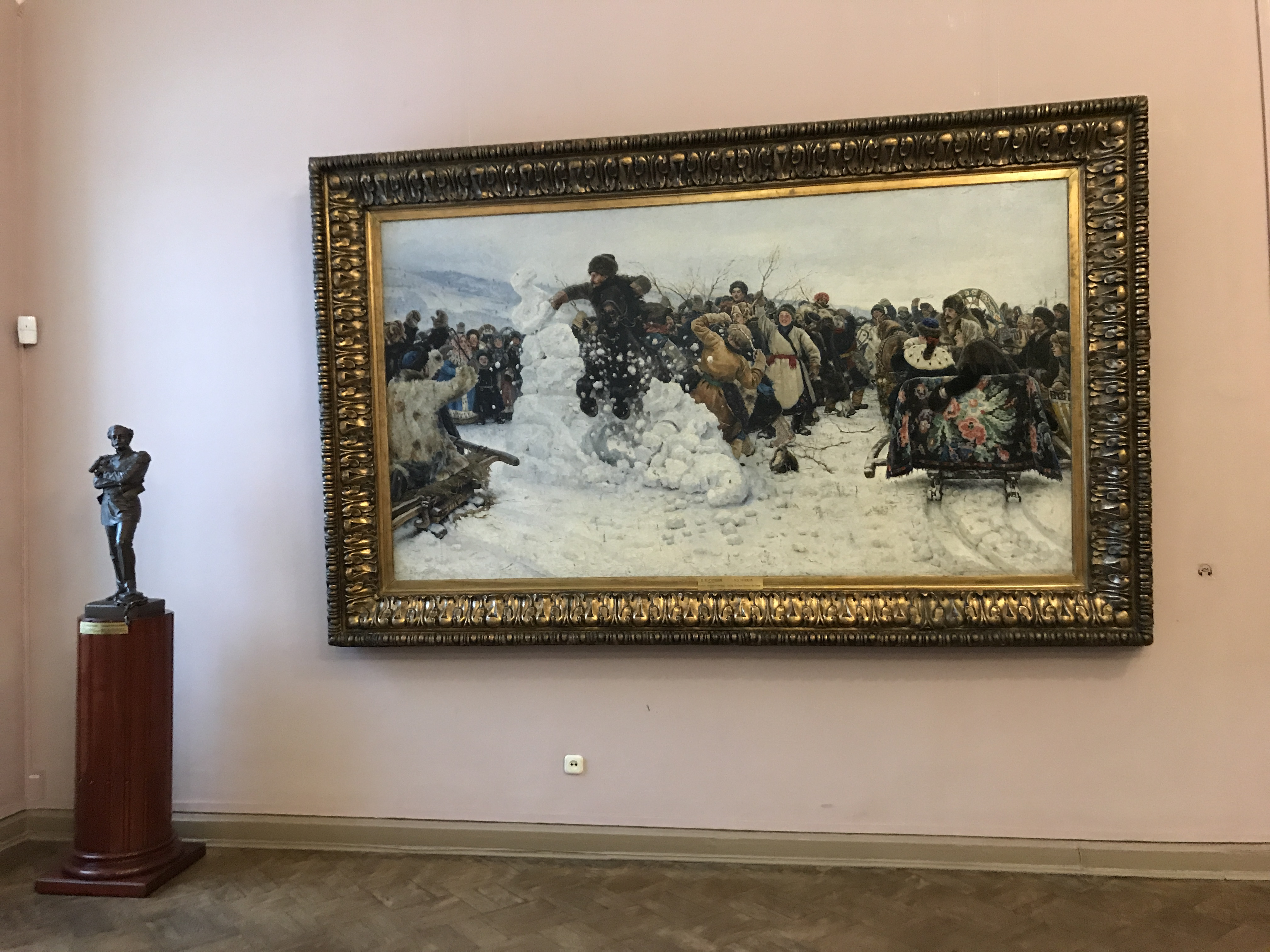
Tableau La Prise de la forteresse de neige au Musée russe

En 1983, le tableau La Prise de la forteresse de neige se trouvait à Penza où elle est devenue la première pièce exposée par le musée qui venait de s'ouvrir, le Musée d'un seul tableau G. Miasnikova (filiale de la Galerie de peintures C. Savitski de l'oblast de Penza),. Pour le 125 e anniversaire de la création du tableau en 1891, au Musée d'État des Beaux-Arts de Krasnoïarsk-Vassili Sourikov a été organisée une exposition intitulée Un tableau au caractère fort, qui s'est tenue du 24 décembre 2015 au 20 mars 2016. Lors de cette exposition, sept études pour la toile ont été exposées : quatre provenaient de la Galerie Tretiakov et trois du Musée-domaine V. Sourikov. De plus, à l'exposition, ont été exposés des objets courants et des pièces de costumes de fête, ressemblant à ceux que Sourikov montre dans son tableau. Ont également été exposés dix-sept tapis populaires traditionnels provenant du Complexe muséal I. Slovtsov (ru) de Tioumen, des dessins de plusieurs improvisations sur le thème du bouquet de fleurs. Au Musée d'État des Beaux-Arts de Krasnoïarsk-Vassili Sourikov du 20 février 2019 au 28 avril 2019 s'est tenue une exposition Sourikov. La Prise de la forteresse de neige pour laquelle l'original de la toile de Sourikov était présenté en provenance du Musée russe. Plus de soixante tableaux et dessins de Sourikov ont également été exposés.
Actuellement, la toile La Prise de la forteresse de neige se trouve à la salle n° 36 du Palais Mikhaïlovski, où se trouvent également d'autres tableaux du peintre parmi lesquels : La Traversée des Alpes de Souvorov et Conquête de la Sibérie par Ermak.

## Description
Le tableau représente le moment culminant d'un jeu ancien, quand l'un des attaquants monté à cheval réussit à percer le rang des défenseurs et à atteindre la forteresse de neige,. Au centre de la toile se trouve la petite ville fortifiée, entourée de ses défenseurs. Ils ont en main des branches et des trechtchotki (en), pour tenter d'effrayer les chevaux de l'adversaire. Sur les bords du tableau sont placés des spectateurs souriants et excités, regardant le jeu avec intérêt. Tous les différents personnages du tableau de Sourikov « créent une impression d'une foule en liesse, participant joyeusement à distance et qui salue la victoire de leur camarade ». L'artiste lui-même se souvient : « Dans La forteresse de neige, j'ai peint ce que j'avais moi-même regardé plus d'une fois. Je voulais transmettre dans cette toile les impressions laissées par la vie à la sibérienne, les couleurs de son hiver, l'intrépidité de sa jeunesse cosaque »,. La composition picturale tient en trois parties, que l'on peut comparer à un triptyque au théâtre ou au cinéma : la partie la plus active du tableau se trouve au centre tandis que sur les côtés sont disposés les spectateurs, certains d'entre eux tournant le dos pour former comme des coulisses à gauche et à droite de la toile.
Au centre du tableau, un fringant cavalier fait sauter son cheval au-dessus du muret de la forteresse et le détruit dans son élan, remportant la victoire grâce au vigoureux coup de poing qui renverse la figure chevaline au sommet de l'édifice de neige. Le critique d'art Vladimir Kemenov observe que « le cavalier et le cheval sont représentés sous l'angle le plus difficile. Ils volent au-dessus des spectateurs en éparpillant des boules de neige autour d'eux ». Il a été difficile pour le peintre de représenter le mouvement du cheval qui fonce ainsi en avant, et son frère Alexandre ensemble avec ses amis ont dû reconstruire les murs de la ville de neige à plusieurs reprises pour rejouer la scène du cheval sautant par dessus la forteresse. Selon la critique d'art Elena Bezyzbestnyk, le personnage central partage la toile par sa silhouette, il constitue le nerf et le nœud dynamique de la scène et « c'est avec beaucoup de sérieux qu'il représente l'acharnement de la bataille ». Il ne se trouve d'ailleurs pas exactement au centre mais légèrement décalé vers la gauche, partageant la toile horizontalement suivant les principes du nombre d'or. Selon certaines données, le personnage principal du tableau, le vainqueur de la forteresse, était un boucher de Krasnoïarsk du nom de Dmitri ; selon d'autres, il s'agissait d'un cosaque dénommé Strijniov,, ; il n'est pas impossible non plus que le peintre ait pris, pour créer l'image du cavalier, certains traits de l'un et de l'autre de ses modèles.
La robe du cheval est de couleur baie foncée. Il est de type sibérien, à grosse tête, petit de taille et trapu. Le cavalier et sa monture ont « une complète compréhension mutuelle, à tel point qu'avant de sauter, il lui a lâché la bride, donnant à son fidèle compagnon pleine liberté de ne se fier qu'à son instinct ». Dans les yeux du cheval, on voit encore le reflet de l'excitation provenant des cris de la foule et des coups de baguette des participants défenseurs de la forteresse, mais « en même temps on y voit briller une expression de joyeuse malice » ses naseaux sont largement gonflés, et sa bouche est entrouverte, si bien que « sur le museau semble apparaître une espèce de sourire ». Selon Vladimir Kemenov, « Sourikov semble vouloir humaniser son cheval : dans son tableau, non seulement le cavalier mais le cheval aussi semble participer au sens du jeu et à en éprouver du plaisir ».

Fragments du tableau La Prise de la forteresse de neige
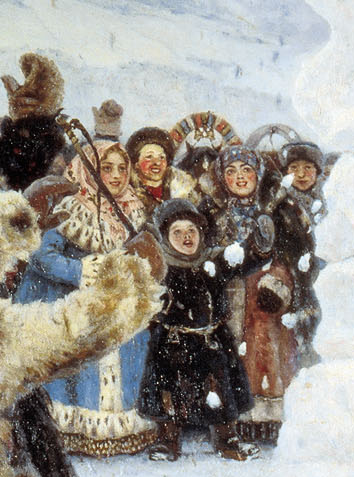
Spectateurs du côté gauche du tableau.
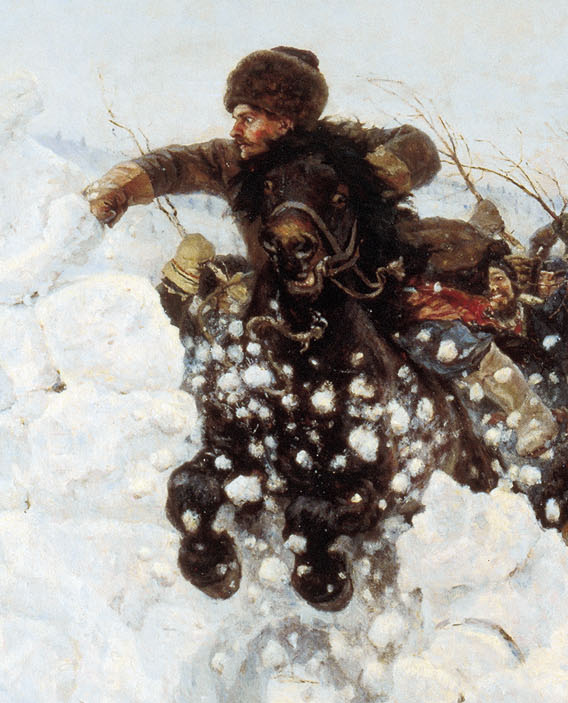
Cavalier sur son cheval.
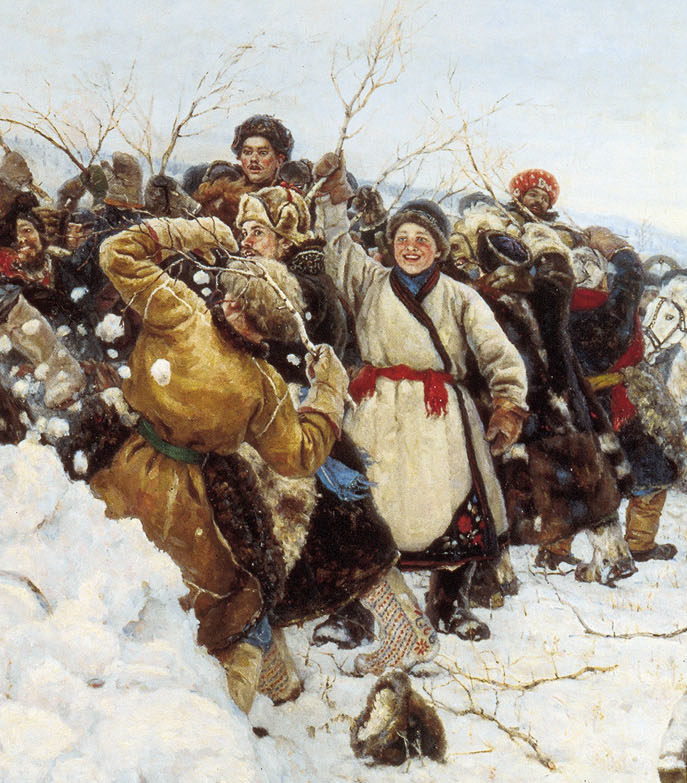
Défenseurs de la forteresse tenant des branches.
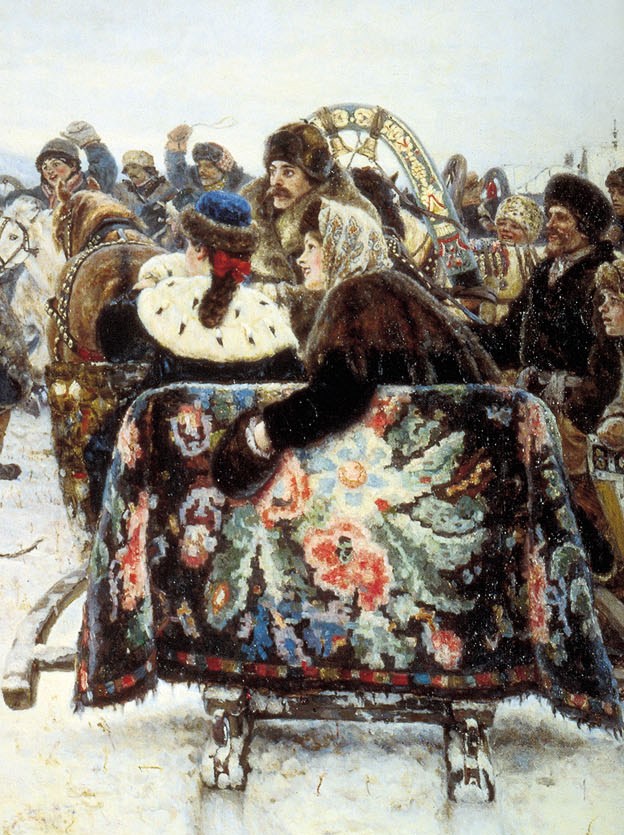
Spectateurs du côté droit du tableau

Le premier cavalier est suivi par d'autres. Les têtes de ceux qui suivent dominent la foule et le sommet de la tête de leur cheval est visible également. Ils viennent des profondeurs de la toile de droite à gauche. Au total, sur le tableau, on peut distinguer six cavaliers. Le deuxième cavalier a la tête qui domine la foule des défenseurs, Sourikov a choisi pour le peindre son ami de Krasnoïarsk Alexandre Pestounov. Une étude à l'aquarelle intitulée Alexandre Nikolaïevitch Pestounov confirme par sa similitude que ce sont les traits du visage de ce modèle,. Le modèle du troisième cavalier, reconnaissable à son chapeau rouge vif à points jaunes, est également un vieil ami cosaque de Sourikov du nom de Evgraf Iakontov,.
Parmi les défenseurs de la forteresse, se distingue la figure d'un jeune paysan en manteau de fourrure blanc ceinturé d'une écharpe rouge. Son visage rougeaud est « éclairé d'un sourire et s'illumine de plaisir en admirant l'habileté du cosaque qui renverse le premier les murs de neige de la ville ». Il lève très haut la main avec un branche, non pour frapper, mais par enthousiasme pour le vainqueur qu'il veut féliciter. Si on le compare à l'étude primitive de Sourikov « Paysan avec une branche », il est dépeint dans la version finale « plus jeune, plus joyeux, envahi par la joie de vivre ces instants ». Devant lui, un autre spectateur en touloupe couleur alezan s'est tellement agité qu'il en a perdu sa chapka.

Les images des spectateurs sont intéressantes. L'homme en chouba et chapka de fourrure assis dans le traineau dans la partie droite de la toile a été peint par Sourikov avec son frère Alexandre comme modèle (selon certaines sources, la chouba en zibeline de couleur brun clair a été spécialement empruntée pour les poses nécessaires au tableau au musée régional de Krasnoïarsk). De dos pour les spectateurs, dans le même traineau, est assise une femme habillée d'un chapeau bleu en castor et d'une pèlerine d'hermine. À sa droite, se tient une autre femme en manteau de fourrure, la main baissée tenant un manchon, devant un tapis multicolore recouvrant le dos du traineau. Le modèle qui a été utilisé par le peintre est Ekaterina Ratchkovskaïa, épouse du médecin de Krasnoïarsk Piotr Ivanovitch  Ratchkovski (ru).

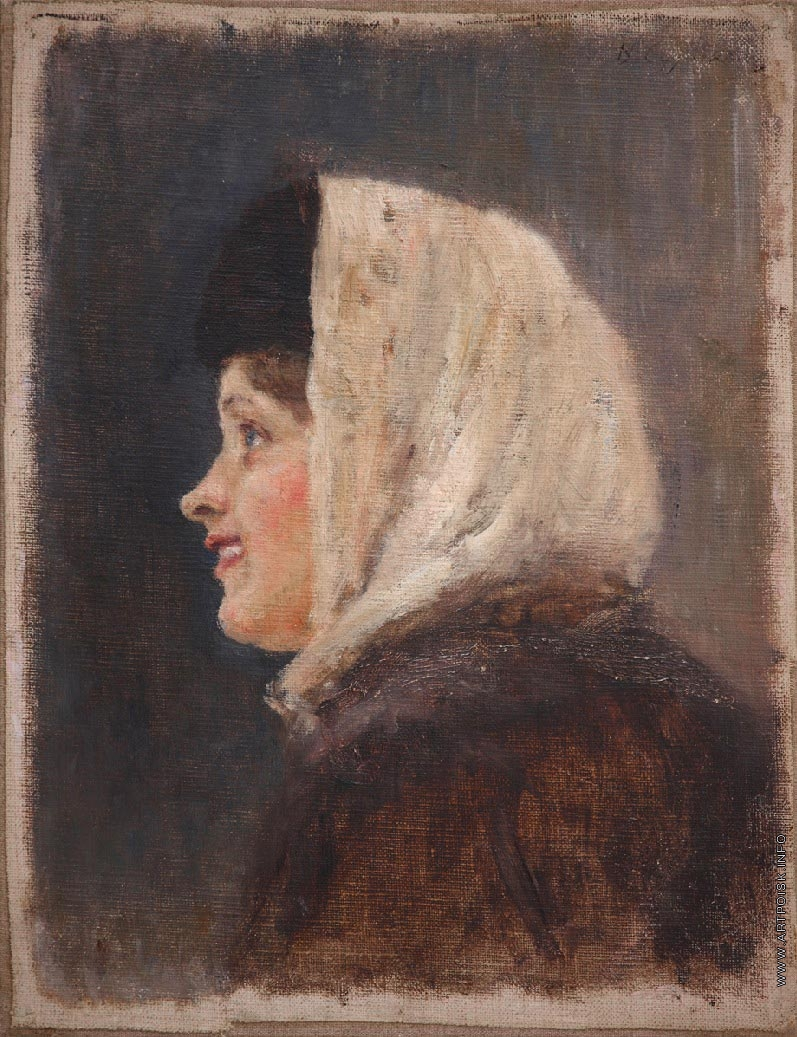
Ekaterina Ratchkovskaïa (1889—1890, Musée-domaine V. Sourikov) par V Sourikov.

Au-dessus de leur tête est représenté un arceau de couleur verte (qui fait partie du harnachement du cheval) garni d'un motif décoratif et de clochettes de Valdaï. À l'extrémité droite du tableau à hauteur du tapis multicolore est visible l'arrière d'un traîneau de ville léger, de couleur jaune (que l'on appelle en russe kozyrkov). Dans celui-ci se trouve un homme portant un manteau de fourrure et une chapka en castor (Sourikov a pris pour le peindre Ivan Perov comme modèle). L'un des spectateurs se trouvant à gauche sur la toile lève les mains au ciel, ravi de la victoire. Sourikov l'a peint avec comme modèle un paysan du nom de Mikhaïl Nachibochnikov,. Parmi les autres spectateurs à la gauche du tableau sont encore représentés l'écrivain Guennadi Gor et le critique d'art Vsevolod Petrov. Se distingue encore parmi eux une jeune fille à la chouba de couleur bleue garnie d'une bordure blanche. Son personnage a quelque chose de poétique qui rappelle des souvenirs d'un conte, « elle ressemble à Snégourotchka et rappelle la beauté des créatures imaginées par la fantaisie populaire et qu'adore le folklore russe ».
La gamme des couleurs de l'ensemble de la toile est mise au diapason par les couleurs vives du tapis de style Tioumen étalé à l'arrière du traineau à droite de la toile. Le motif du tapis contient des fleurs et des feuilles multicolores (rouge, bleu, bleu, blanc, vert), tissées sur un fond sombre. Les tapis de ce type étaient largement répandus en Sibérie, ils étaient utilisés à l'intérieur dans la maison, ainsi que pour l'isolation des traîneaux,. Le peintre a utilisé un tapis décoratif lumineux qui égaye l'atmosphère générale qui règne durant la fête de la maslenitsa qu'il représente. Selon la critique d'art Éléonora Gomberg-Verjbinskaïa, « dans ce tableau amusant, le tapis sur le traineau n'est pas moins important que n'importe quel autre sujet du tableau ». Le tapis attire l'attention du spectateur et constitue une sorte de contrepoids à la composition dynamique de la partie centrale du tableau. Vladimir Kemenov écrit que « ce tapis admirablement réalisé » exprime avec une force particulière « la joie exubérante des couleurs en même temps le goût artistique subtil de l'artiste ». Et le critique poursuit : « ce tapis de Tioumen que Sourikov admirait est un vrai chef-d'œuvre de l'art populaire de la tapisserie »,.
Dans la partie droite du tableau, au-dessus de la tête des spectateurs, apparaît un village sibérien dont les toits des maisons sont couverts de nuages. Dans la partie centrale et à gauche de la toile, des chaînes de montagnes barrent l'horizon, recouvertes d'une brume légère qui cache leurs contours. La toile représente une journée nuageuse caractéristique de l'hiver sibérien. La lumière du soleil n'apparaît pas clairement, si bien que la neige ne scintille pas sous ses rayons. Selon le critique Viktor Nikolski, la représentation par Sourikov d'un jour nuageux en Sibérie n'est pas tout à fait ordinaire, « il y a quelque chose de transparent et de plus lumineux qu'à Moscou ou Leningrad », la couverture nuageuse est plus fine et plus dispersée, la lumière est plus diffuse ; alors que le soleil n'est pas visible « une fine poussière nacrée se répand qui fait ressortir les taches de couleur », mais elle n'ajoute pas de contraste clair-obscur,. Pour Vladimir Kemenov, la neige représentée sur le tableau ne vient pas de tomber, et au sol, dans le champ se trouvent encore des brindilles d'herbe, des tiges rousses saillantes. Sur le côté gauche de la toile, la neige à une teinte bleuâtre, mais dans l'ensemble elle est réalisée dans une palette de couleurs plus chaudes telles le rose doré et parfois une teinte légèrement jaunâtre.

## Études et esquisses pour le tableau
À la galerie Tretiakov sont conservées quatre études pour le tableau La Prise de la forteresse de neige, réalisées à l'huile sur toile : Portrait d'une jeune femme à la chouba et au manchon (1890, 31 × 26,5 cm, repris à l'inventaire sous n° 15105, dans la collection Ivan Oustinovitch Matveiev), arrivé en 1933 en provenance du Guépéou, Tête de jeune fille riant (1890—1891, 32,5 × 26,5 cm, repris à l'inventaire sou n° 25577), arrivé en 1910 grâce au testament de Mikhaïl Morozov, Paysan avec une branche (1890-1891, 37,8 × 23 cm, à l'inventaire sous n° 15094), arrivé en 1924 venant du 5e musée prolétarien et Sous-officier cosaque E. M. Kobriakov (1891, 39 × 27 cm, à l'inventaire sous le n° 784), acquis par Pavel Tretiakov à son auteur. Vladimir Kemenov appelait Tête de jeune fille riant « une étude inégalée et un véritable joyau de la peinture de Sourikov ». En supposant que cette étude fût destinée au travail sur le tableau pour une des spectatrices se trouvant à gauche du tableau, Kemenov écrivait qu'elle avait été inutilisée car l'artiste a abandonné les caractéristiques détaillées des représentants de ce groupe.

Croquis pour le tableau de Sourikov
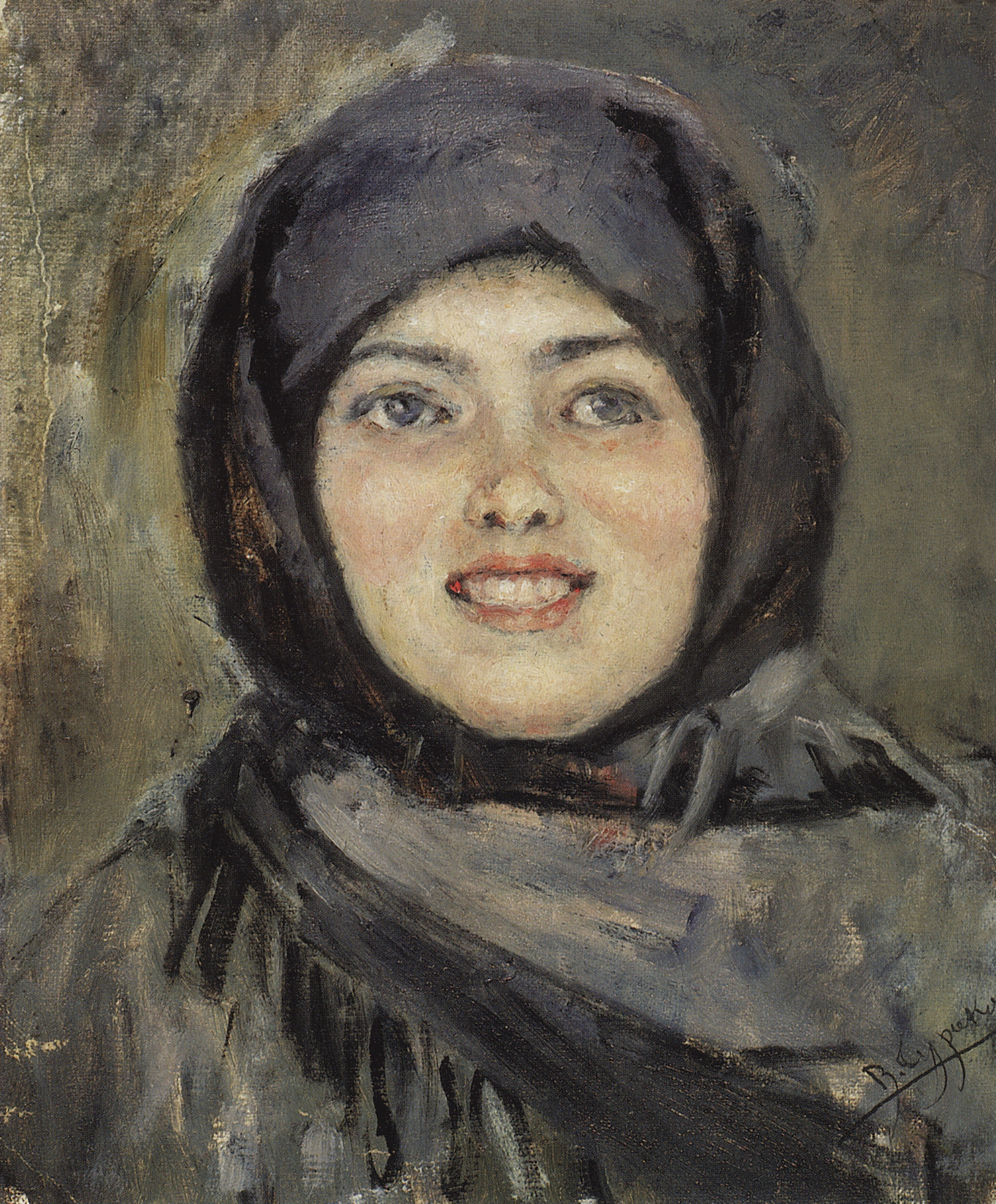
Tête d'une jeune-fille riant (1890—1891, galerie Tretiakov)
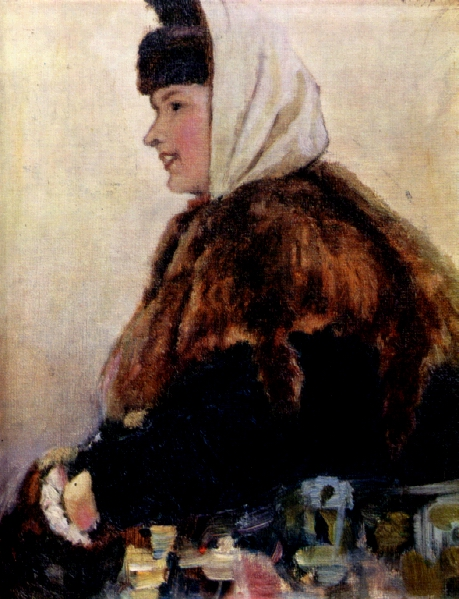
Portrait d'une jeune femme en chouba avec manchon (1890, galerie Tretiakov)
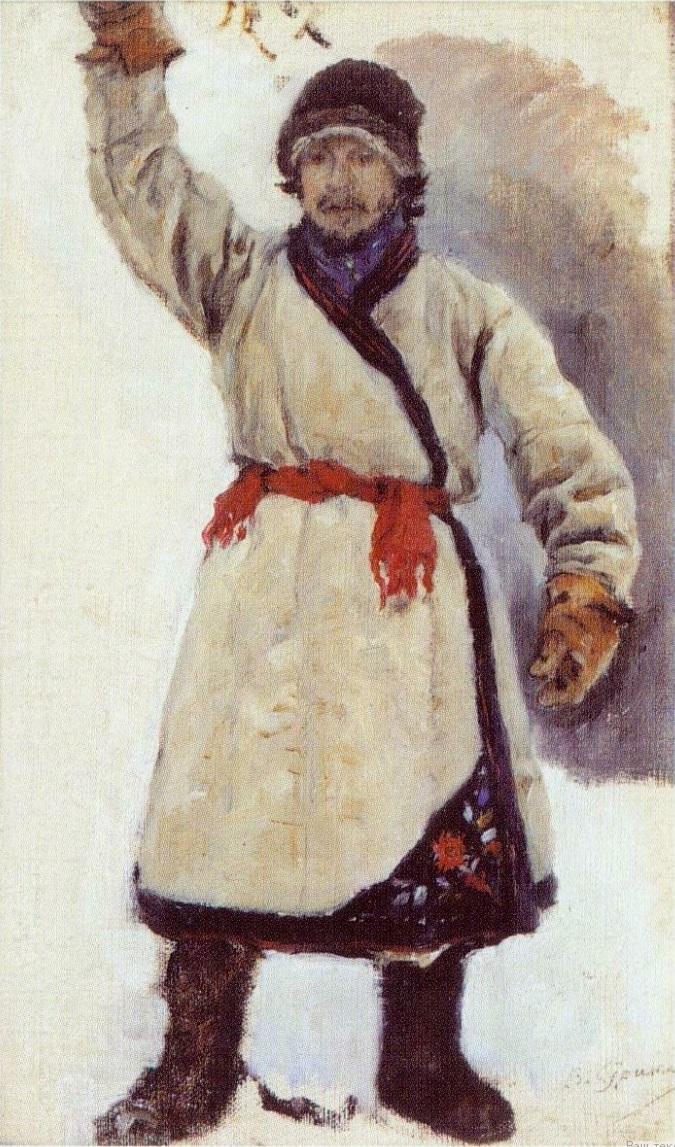
Paysan avec une branche (1890—1891, galerie Tretiakov)
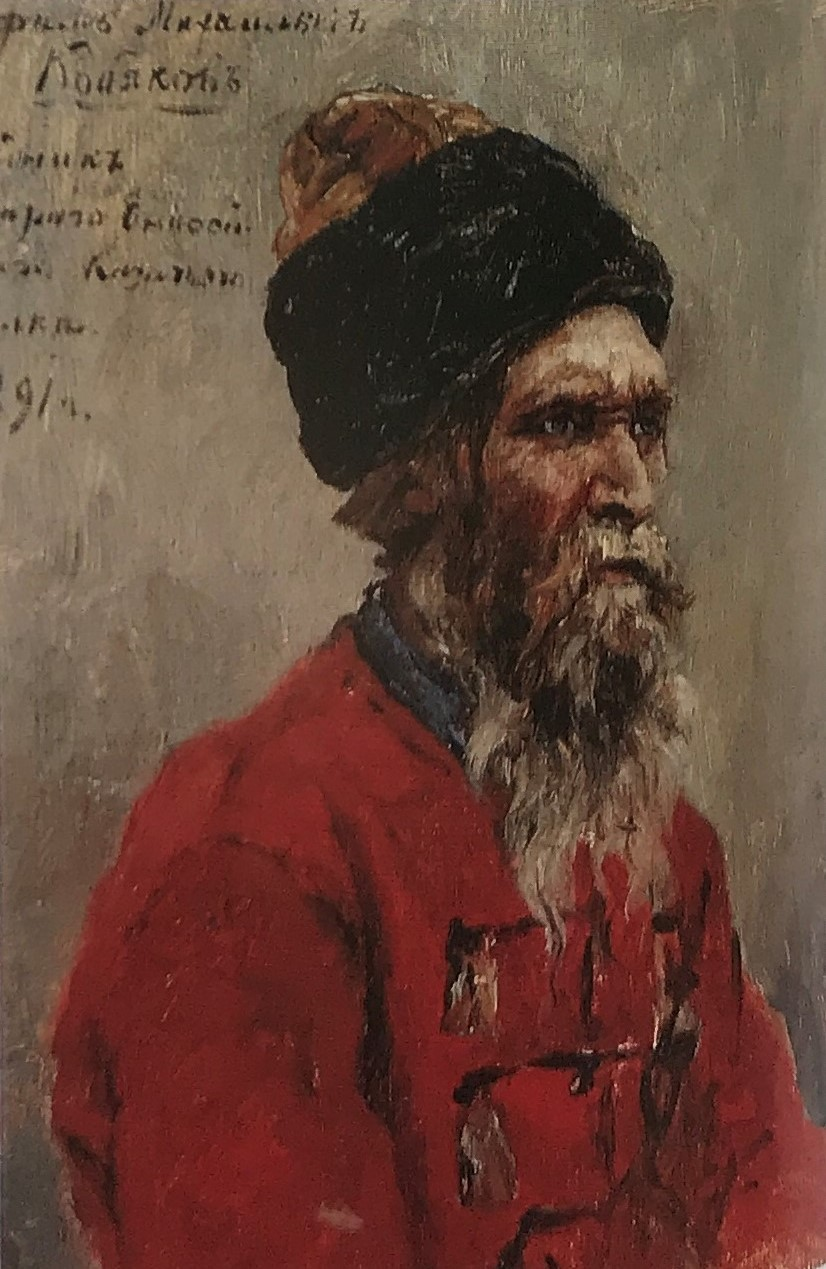
Cosaque sous-officier Efim Mikhaïlovitch Kobiakov (1891, galerie Tretiakov)
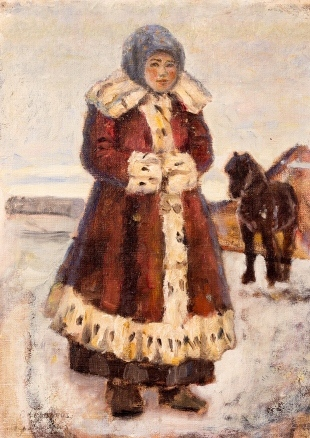
Alexandre Ivanovitch Sourikov en chouba (1889, Musée-domaine V. Sourikov)

Trois études pour le tableau La Prise de la forteresse de neige se trouvent dans la collection du Musée-domaine V. Sourikov à Krasnoïarsk : A. I. Sourikov en chouba (1889—1890, toile, huile, 29 × 22 cm),,, Jeune fille en chouba (vers 1889, toile, huile) et le portrait d'Ekaterina Ratchkovskaïa (1889-1890, toile, huile 32 × 24 cm),,. Dans les collections du Musée de Viatka V. et A. Vasnetsov (ru) est conservée une étude intitulée Cavalier (1890, toile, 35 × 26 cm), sur lequel le vainqueur de la prise de la forteresse est représenté non sur un cheval noir, mais sur un cheval blanc,,. En outre, dans les collections du Musée des Beaux-Arts Pouchkine se trouvent deux images de figures masculines, supposées être des études pour le tableau La Prise de la forteresse de neige, mais leur attribution au pinceau de Sourikov reste problématique,.
Des études à l'aquarelle ont également été réalisées par Sourikov pour le tableau La Prise de la forteresse de neige, parmi lesquelles un portrait d'Alexandre Nikolaïevitch Pestounova (1890, 19,1 × cm, galerie Tretiakov, précédemment à l'Hôtel particulier galerie Tsvetkova (ru),, Tête de boyarine (1890, 19,5 × 14 cm, Musée de l'oblast de Toula (ru)), et Chapka d'hiver (ou simplement chapka) (1889-1890, 24 × 27,2 cm, Musée d'État des Beaux-Arts de Krasnoïarsk-Vassili Sourikov),. Dans le catalogue d'exposition de 1937 est citée aussi l'étude à l'aquarelle Paysan/ Dessin de têtes (1889—1890, 24,8 × 33,8 cm, Musée d'État des Beaux-Arts de Krasnoïarsk-Vassili Sourikov) et une étude graphique Portrait de Ratchkovska. Deux ébauches (au crayon, 1889—1890, 24,9 × 33,7 cm, collection de la famille de l'artiste à Moscou).

Aquarelle pour le tableau de Sourikov
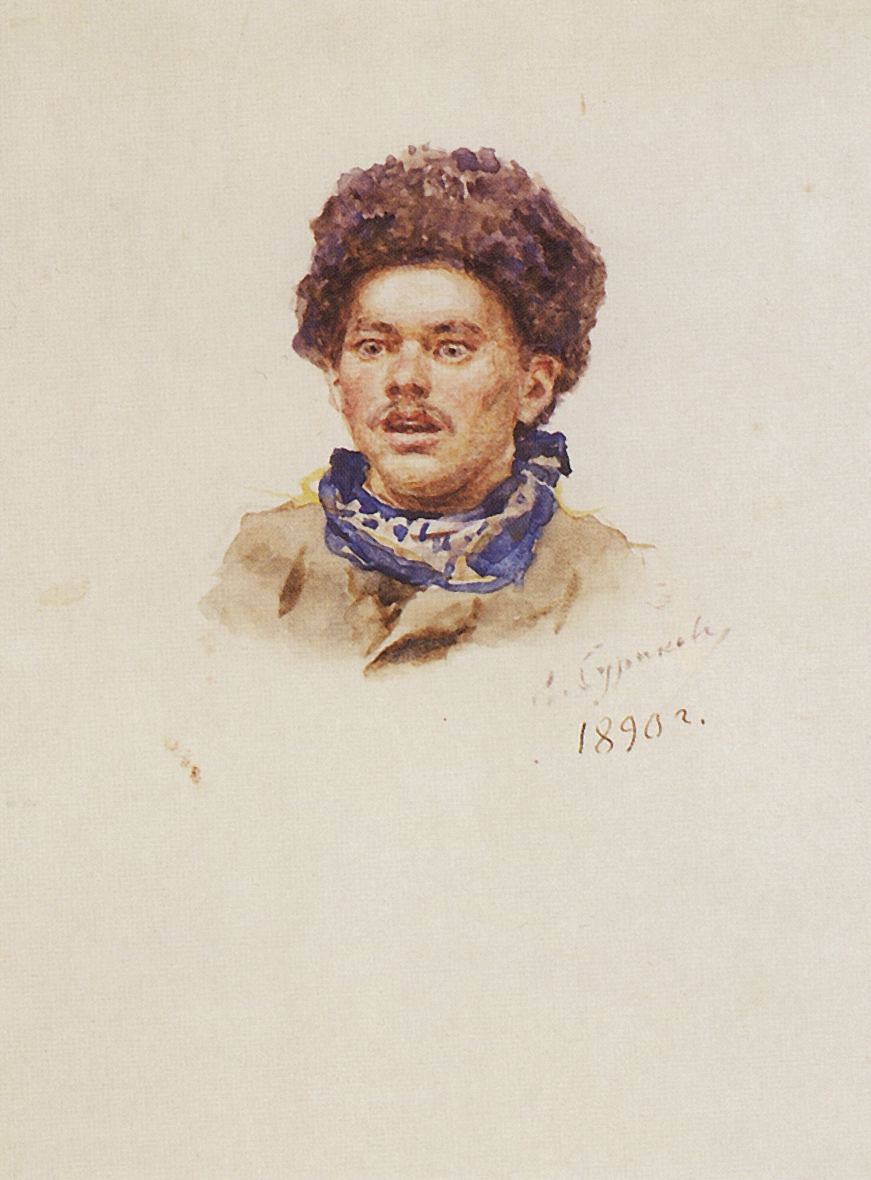
A. Pestounova (1890, galerie Tretiakov)
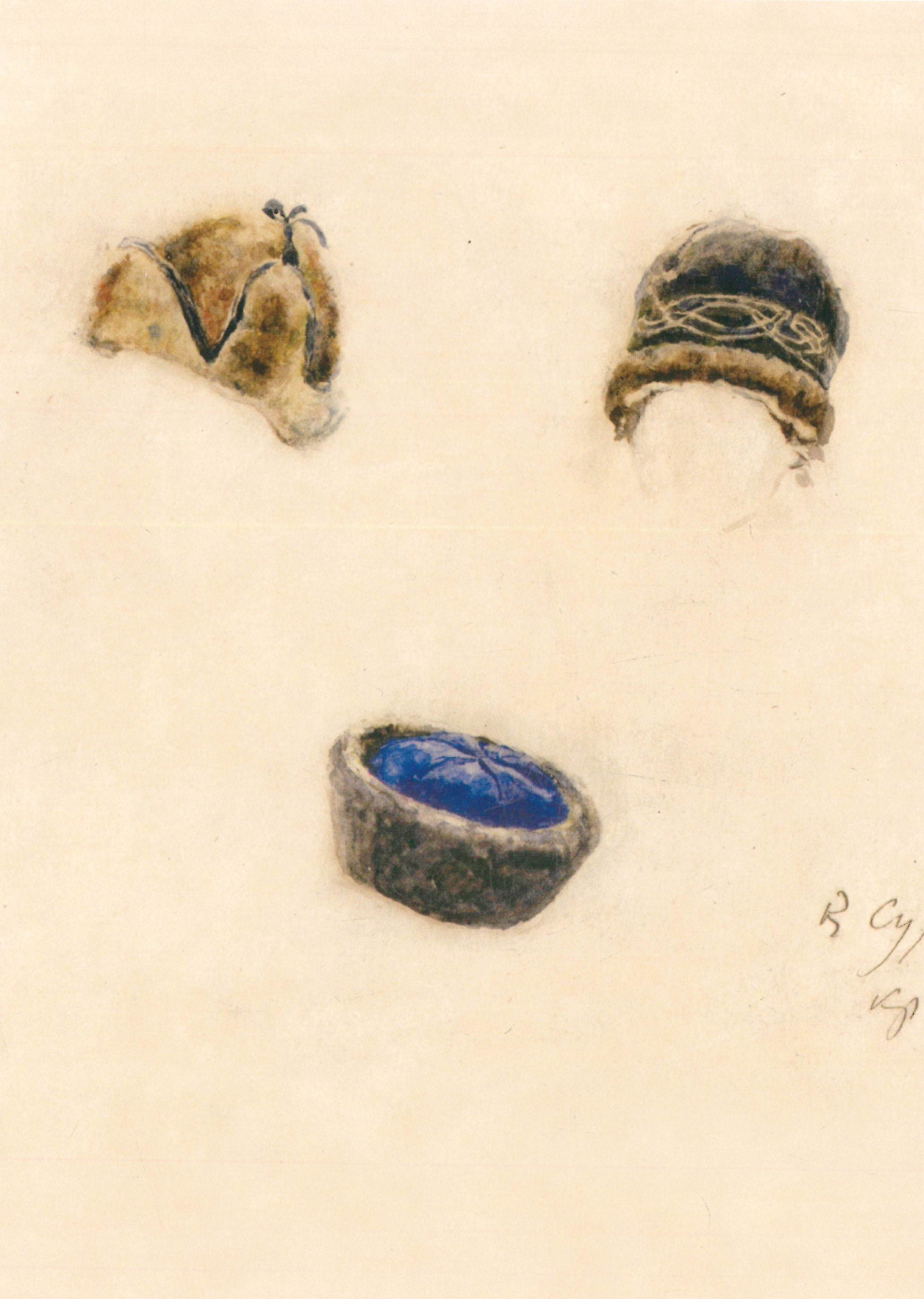
Chapkas d'hiver (1889—1890, Musée d'État des Beaux-Arts de Krasnoïarsk-Vassili Sourikov)
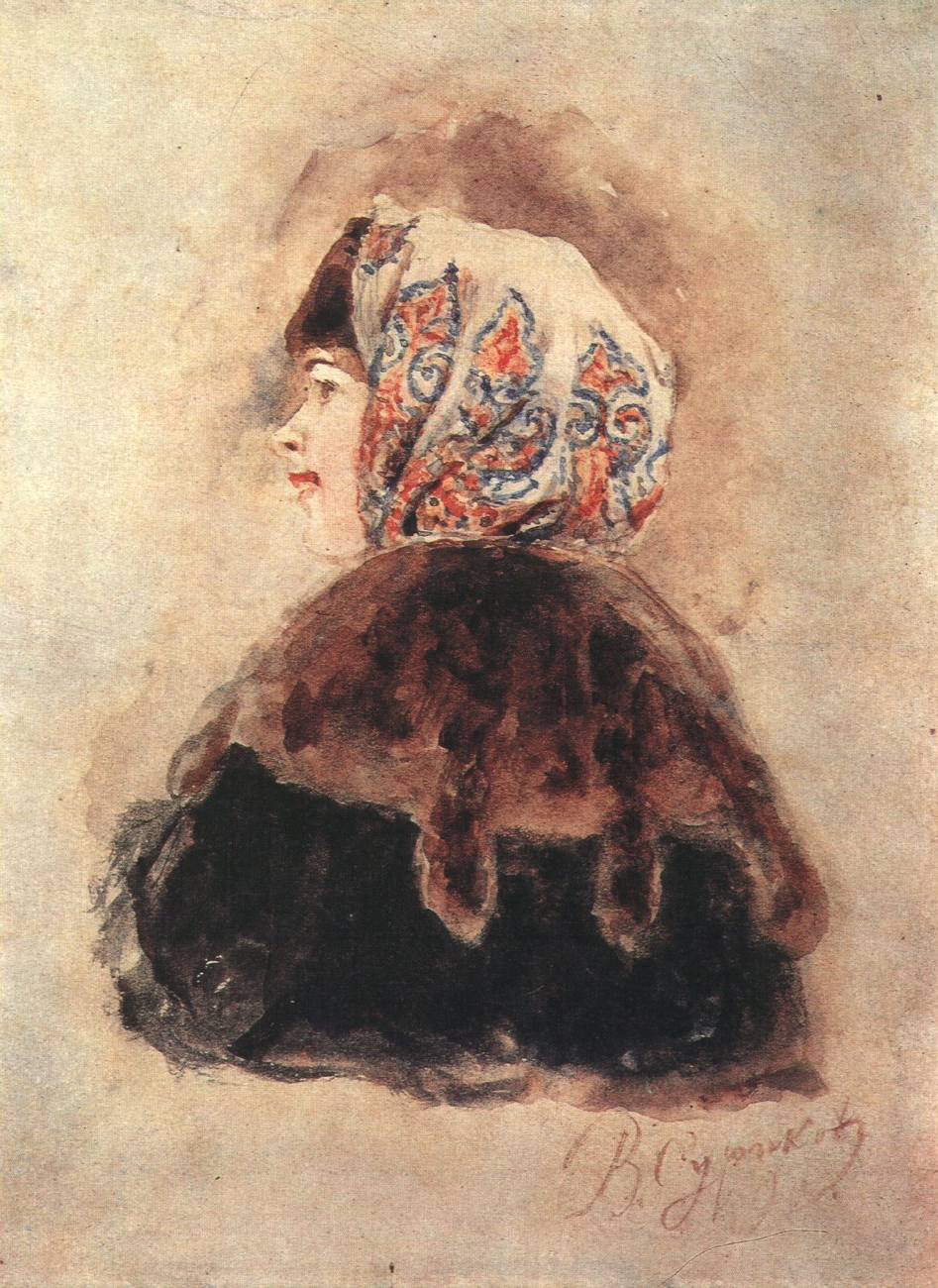
Tête de boyarine (1890, Musée de l'oblast de Toula)

## Critiques et opinions
Dans les années 1890, le critique d'art Vladimir Stassov écrivait que le tableau de Sourikov La Prise de la forteresse de neige représente une « scène de la vie quotidienne actuelle intéressante et caractéristique ». Selon Stassov, l'auteur de la toile est « originaire de Sibérie, et connaît, comme personne, sa patrie et ses habitants ». Décrivant les spectateurs représentés sur le tableau, Stassov, observe leur beauté, leur bonne santé, leur gaieté, leur jeunesse, leur élégance. De l'avis de Stassov, bien que cette œuvre soit « loin d'être égale à son tableau exceptionnel La boyarine Morozova, elle appartient, probablement aux peintures les plus remarquables de l'école russe ».

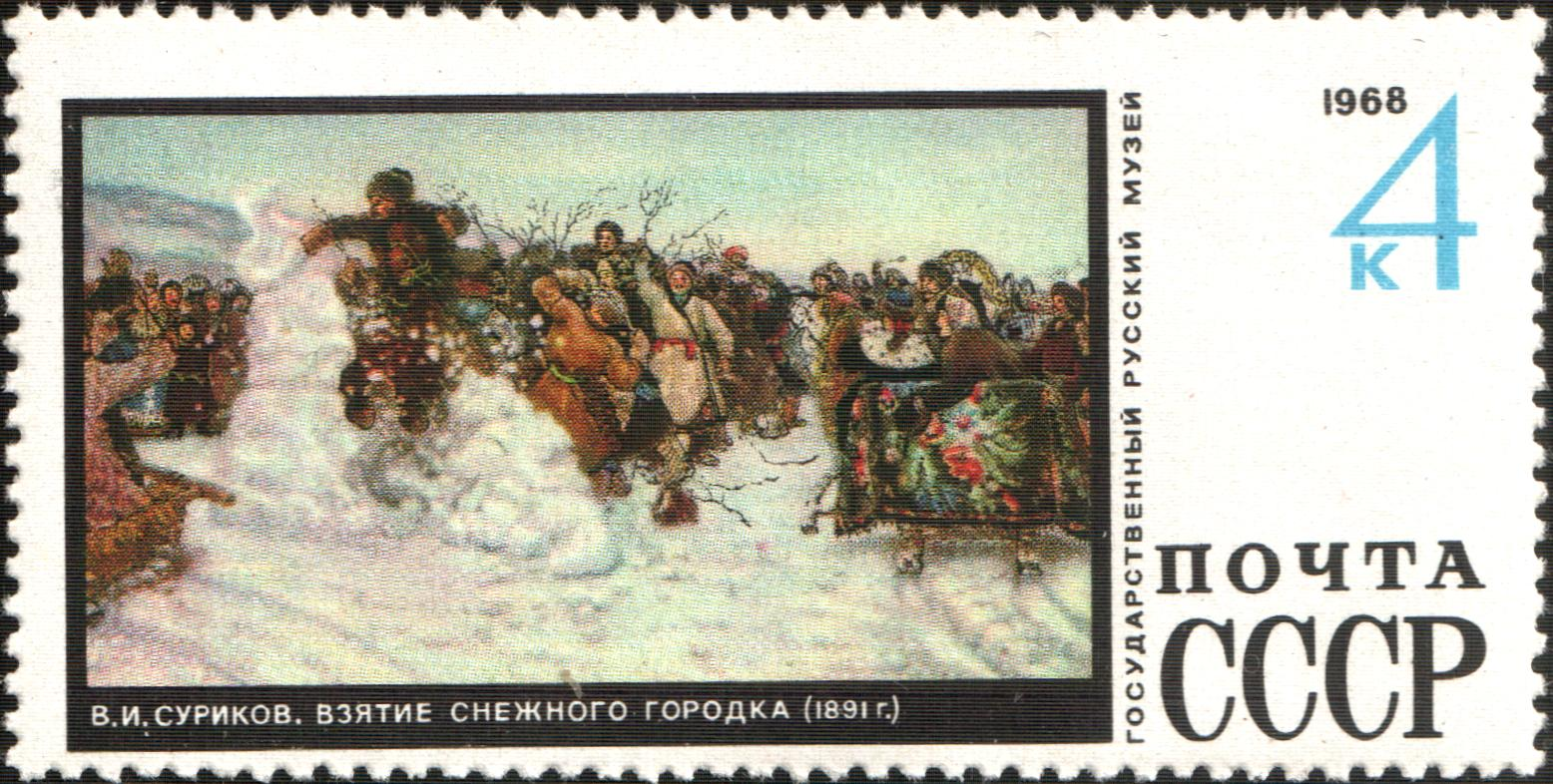
Tableau La Prise de la forteresse de neige sur un timbre poste d'URSS en 1968

L'écrivain et critique Sergueï Golouchev (pseudonyme : Sergueï Glagol), dans les mémoires écrites en 1917, écrit qu'il considère le tableau Forteresse de neige « comme le point culminant de l'œuvre de Sourikov comme peintre ». Remarquant la relative simplicité de la toile par rapport à la précédente grande toile de l'artiste La boyarine Morozova, Golouchev (Glagol) écrit que dans La forteresse de neige « et dans la coloration générale, et dans les teintes particulières, et dans les silhouettes des personnages sur fond de neige, on retrouve quelque chose de réellement russe, qui est étonnamment proche de nous et est si familier à nos yeux ».
Dans une édition de 1930 de son ouvrage La Sibérie dans l'œuvre de Sourikov, l'écrivain Sergueï Douryline (ru) note que le tableau La Prise de la forteresse de neige est intéressant non seulement par ses qualités picturales, mais aussi parce que « il montre de manière convaincante ce qu'est la Sibérie, ce qu'elle signifiait pour la créativité et la personnalité de Sourikov ». Douryline appelle cette toile « la seule toile joyeuse du peintre », et, en cela, elle a surpris ses contemporains, « habitués à voir dans Sourikov un sombre Fiodor Dostoïevski de la peinture, immergé dans l'histoire russe ». Remarquant que les critiques classent ce tableau dans les scènes de genre, Douryline souligne que « par sa composition, par ses coloris, par son caractère ancien, par son atmosphère, La Forteresse de neige n'en demeure pas moins autant de la peinture historique que les autres tableaux de Sourikov ».
Les historiens de l'art Dmitri Sarabianov et Vladimir Kemenov étaient du même avis que Douryline à propos de l'esprit historique du tableau. À leur estime, ce tableau est un prologue aux productions monumentales de Sourikov quelques années plus tard avec Conquête de la Sibérie par Ermak (1895) et La Traversée des Alpes de Souvorov (1899),. Kemenov qualifiait La Prise de la forteresse de neige de tableau joyeux et drôle, dans lequel l'artiste a parfaitement réussi à transmettre « l'engouement sincère des Sibériens pour ce jeu ». Pour lui, « l'image de ce paysage enneigé rayonnant est indissociable de l'image d'un peuple, plein de santé et de beauté ; en lui bouillonnent d'énormes réserves de forces héroïques, de joie de vivre, de gaieté ».